# 亚磷酸氢钾
亚磷酸氢钾，化学式KH2PO3，是一种无机化合物。它可以形成另一种有关的化合物H3PO3·2(KH2PO3)。两者都是包含亚磷酸的共轭碱亚磷酸酯阴离子H2PO3 -的盐，都是白色固体。这些物质已经被用于一些肥料中。